# Xuanina
Xuanina es una variedad cultivar de manzano (Malus domestica) Esta manzana es originaria de Asturias y es una de las 76 variedades de manzana que se incluyen en la D.O.P. Sidra de Asturias. Está cultivada en la colección de manzanos asturianos del SERIDA.

## Sinónimos
- "Manzana Juanina"

## Características
El manzano de la variedad 'Xuanina' tiene un vigor elevado. Silueta de la estructura de ramificación (sistema de formación en eje): 12 a 13. Tipo de fructificación: III-II.
Época de inicio de floración (promedio periodo 2005-2009):Tardía a principios de la primera decena de mayo.
La variedad de manzana Xuanina tiene un fruto de diámetro pequeño a mediano (66-70 mm), altura 66 mm; relación altura-diámetro, bastante intermedia (0,86-0,95); posición diámetro máximo hacia el pedúnculo o en el medio; acostillado interior de la cubeta ocular está ausente o es muy débil a débil; coronamiento final del cáliz (o perfil de la cubeta) ligeramente ondulado a ondulado.
El fruto tiene predominio de forma globulosa u oblonga troncónica.
Cavidad del pedúnculo de profunda a muy profunda, con la anchura de la cubeta peduncular ancha, siendo la relación de la cubeta ocular-cubeta peduncular cilíndrica. Cantidad de "russeting" (pardeamiento áspero superficial que presentan algunas variedades) en la cubeta peduncular muy alta a alta.
Pedúnculo muy corto (≤10 mm) a corto (11-15 mm). Con espesor del pedúnculo mediano.
Apertura de ojo, cerrado y alguno algo abierto. Tamaño de ojo mediano. Profundidad de la cubeta ocular media y la anchura de la cubeta ocular es media. Coronamiento final del cáliz (perfil cubeta) ligeramente ondulado. y la cantidad de "russeting" en la cubeta ocular ausente o muy baja.
La textura de la epidermis es lisa, con estado ceroso de la epidermis ausente o débil a moderado, y la pruina de la epidermis ausente o débil; coloración de fondo amarillo verdoso o verde; siendo el color de superficie rojo y naranja amarronado con estrías rojas y rojo púrpureas, con una intensidad de color media a oscura; tipo del color de superficie son placas continuas con estrías. Siendo la cantidad de "russeting" en los laterales baja.
Densidad de lenticelas es de numerosas a medianamente numerosas; siendo el tamaño de las lenticelas con predominio de grande a mediano; con aureola blanca o gris; con el color del núcleo de la lenticela marrón o blanco.
Color de la pulpa crema algo verdosa y apertura de lóculos (en corte transversal) cerrados y algunos algo abiertos o abiertos.
Maduración se produce de finales de octubre a primera decena de noviembre.
Variedad de sabor ácido, se utiliza en la producción de sidra.

## Rendimientos de producción
Tiene una entrada en producción bastante precoz. Alcanza un buen nivel productivo >35 t/ha. Nivel de alternancia bastante bajo a moderado.
Rendimiento en mosto (l/100 kg):  64,3 ± 4,4. Azúcares totales (g/l): 95,6 ± 8,9. Acidez total (g/l H2SO4): 5,1 ± 0,7. pH: 3,3 ± 0,3. Fenoles totales (g/l ac. Tánico): 1,1 ± 0,3. Grupo tecnológico: ácido.

## D.O.P.Sidra de Asturias
La Denominación de Origen Protegida (D.O.P.) sidra de Asturias se ha de elaborar exclusivamente con manzanas procedentes de parcelas asturianas inscritas en el “Consejo Regulador de la Denominación de Origen”, que es el organismo oficial que según el artículo 10 del reglamento (CEE 2081/92) acreditado para certificar que una sidra cumpla los requisitos establecidos en su reglamento para ser “Sidra de Asturias”.
En la actualidad (2018) cuenta con 31 lagares, 322 cosecheros y 843 hectáreas registradas y auditadas.

## Sensibilidades
Sensibilidad a hongos: Muy baja a monilia, y a moteado; baja a chancro; media a oidio.